# Кен Гашаг
Кен Гашаг (англ. Ken Huszagh, 3 вересня 1891 — 11 січня 1950) — американський плавець.
Призер Олімпійських Ігор 1912 року.